# Ilse von Alpenheim
Ilse von Alpenheim (Innsbruck, 11 février 1927) est une pianiste autrichienne,.

## Biographie
Ilse reçoit sa première formation musicale avec sa mère, professeur de piano et fait sa première apparition publique en tant que soliste à neuf ans dans le  Concerto pour piano, Hob. XVIII,11 de Joseph Haydn. À partir de 1944, elle étudie avec Winfried Wolf à Kitzbühel et de 1946 à 1949, avec Franz Ledwinka au Mozarteum de Salzbourg,. En 1951, elle s'installe en Suisse. 
Dans le milieu des années 1950, elle rencontre le compositeur Sándor Veress, avec qui elle vit plus d'une décennie. Elle joue un rôle notable dans la promotion des œuvres pour piano de Veress. Entre 1960 et 1968, elle est responsable d'une classe de concert au Conservatoire de Berne. En 1971, elle épouse le chef d'orchestre et compositeur Antal Doráti, qui écrit plusieurs ouvrages pour elle et avec qui elle développe une intense activité de concerts partout dans le monde,.
Elle se produit en récital et en soliste avec de nombreux orchestres sur quatre continents. Parmi ses collaboration en musique de chambre, dont certains partenaires pendant des décennies, on trouve Max Rostal, Henryk Szeryng, Igor Ozim, Walter Grimmer, le Quatuor Amadeus et la Camerata de Berne.
Son répertoire est principalement concentré sur la période classique et le début du romantisme, mais elle interprète aussi Leoš Janáček, Béla Bartók, Frank Martin, Arthur Honegger, Paul Hindemith et Francis Poulenc. Ses interprétations sont particulièrement appréciées pour une sonorité très sensible et la transparence  structurelle. 
Ilse von Alpenheim a enregistré l'intégrale des sonates pour piano et les concertos de Haydn. Les sonates ont été republiées en 2015 par la Société du centenaire Antal Doráti. Elle a effectué également une intégrale des Romances sans paroles de Mendelssohn et en collaboration avec le Trio Arion, elle a enregistré les trios avec piano de Mozart et des œuvres de Schubert pour piano et cordes.